# Koordinaty smerti
Koordinaty smerti (russisk: Координаты смерти) er en sovjetisk-vietnamesisk spillefilm fra 1985 af Samvel Gasparov og Nguyen Xuan Chan.

## Medvirkende
- Aleksandr Galibin som Ivan Krutin
- Trần Lê Vân som Mai
- Đặng Lưu Việt Bảo som Phong
- Tatjana Lebedeva som Kate Francis
- Jurij Nazarov som Sjukhov